# 래리 윌콕스

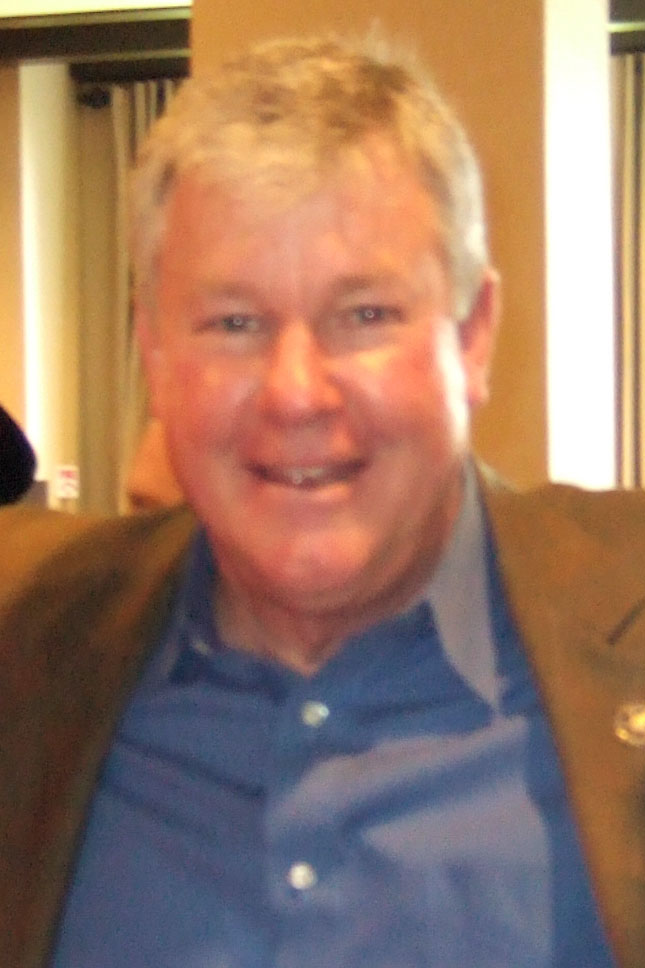

래리 윌콕스(Larry Dee Wilcox, 1947년 8월 8일 ~ )는 미국의 배우, 비행사, 군인, 텔레비전 프로듀서이다.
샌디에이고에서 태어났다.

## 방송
- 기동순찰대(1977년)

## 영화
- 원초적 무기 (1993년) - 본인 역
- 미션 마닐라 (1990년)
- 세 여자의 결혼 이야기 (1990년)
- 특공대작전 2 - 재편성 부대 (1985년)
- 호텔 - 시리즈 (1983년)
- 사랑의 유람선 (1977년)
- 리벤지 게임 (1976년)
- 걸 모스트 라이크리 투 (1973년)
- 디즈니랜드 (1954년) - 비치 카터 역
- 달려라 래시 (1954년)